# Atrax Fossa
L'Atrax Fossa è una struttura geologica della superficie di Marte.